# Die Mannohnekopf Show
Die Mannohnekopf Show (Originaltitel: Sorry, I’ve Got No Head) ist eine von der BBC produzierte Sketch-Comedy-Show für Kinder, die am 13. Dezember 2009 auf dem Kindersender Nick erstmals in deutscher Fassung ausgestrahlt wurde.

## Handlung
Mit der Show Die Mannohnekopf Show zeigte Nick als erster TV-Kanal Deutschlands eine Sketch-Comedy für Kinder. Zehn Comedians aus Großbritannien spielen in den kindergerechten Sketchen verschiedene Rollen.

## Ausstrahlung
Ab dem 1. April 2010 strahlte Nickelodeon die Show nicht mehr komplett aus und stellte sie später ganz ein.

## Besetzung

### Synchronisation
| Rolle        | Darsteller        | Synchronsprecher |
| ------------ | ----------------- | ---------------- |
| verschiedene | William Andrews   |                  |
| verschiedene | David Armand      |                  |
| verschiedene | James Bachman     | Bastian Pastewka |
| verschiedene | Marcus Brigstocke |                  |
| verschiedene | Anna Crilly       | Martina Hill     |
| verschiedene | Justin Edwards    |                  |
| verschiedene | Mark Evans        |                  |
| verschiedene | Mel Giedroyc      |                  |
| verschiedene | Marek Larwood     |                  |
| verschiedene | Nick Mohammed     |                  |